# (9879) Mammuthus
(9879) Mammuthus es un asteroide perteneciente al cinturón de asteroides, descubierto el 12 de agosto de 1994 por Eric Walter Elst desde el Observatorio de La Silla, Chile.

## Designación y nombre
Designado provisionalmente como 1994 PZ29. Debe su nombre al Mammuthus o mamut lanudo era una especie de elefante de unos 4 metros de altura, con un denso pelaje oscuro y una capa de grasa de 8 cm de espesor, que lo protegía del frío. Se alimentaba de hierbas de la tundra y fue cazado por el hombre del Paleolítico.

## Características orbitales
Mammuthus está situado a una distancia media del Sol de 2,383 ua, pudiendo alejarse hasta 2,976 ua y acercarse hasta 1,790 ua. Su excentricidad es 0,249 y la inclinación orbital 3,699 grados. Emplea 1343,91 días en completar una órbita alrededor del Sol.
Pertenece a la familia de asteroides de (5026) Martes.

## Características físicas
La magnitud absoluta de Mammuthus es 15,32. Tiene 4,712 km de diámetro y su albedo se estima en 0,087.